# Вікентій (Седлецький)
Віке́нтій Седле́цький (інколи Сідле́цький, пол. Wincenty Siedlecki; ? — 6 серпня 1840) — єпископ УГКЦ; з 1819 по 1828 рік єпископ-помічник Холмської єпархії — єпископ Белзький.

## Життєпис
1819 р. був номінований російським царем на єпископа-помічника (суфрагана) Холмської єпархії. Того ж року відбулася його хіротонія у Львові, яку провів Галицький митрополит Михайло Левицький у співслужінні з католицьким єпископом Перемишльським Антонієм Голашевським. Зрікся посади в 1828 через поважний вік. Згідно з даними сайту бази catholic-hierarchy.com ще в 1815 році відбулось його призначення єпископом-помічником Холмським та єпископом Белзьким, а в 1819 році відбулось висвячення.